# Doris Oltrogge
Doris Oltrogge (* 1959) ist eine deutsche Kunsthistorikerin und Kunsttechnologin.

## Leben
Sie begann 1977 ein Studium der Kunstgeschichte, Geschichte, klassischen und christlichen Archäologie und Vor- und Frühgeschichte an der Georg-August-Universität Göttingen und wechselte 1980 an die Rheinische Friedrich-Wilhelms-Universität Bonn. 1987 promovierte sie dort mit der Arbeit Die Illustrationszyklen zur „Histoire ancienne jusqu'à César“ (1250–1400). Im gleichen Jahr schloss sich eine Beschäftigung als wissenschaftliche Mitarbeiterin für das DFG-Projekt „Forschungsstelle für Technik mittelalterlicher Buchmalerei“ wiederum an der Göttinger Universität an. Nach einem zweimonatigen Forschungsaufenthalt am J. Paul Getty Museum, wo sie kunsttechnologische Untersuchungen an den Manuskripten der Sammlung vornahm.
1992–1993 erhielt sie ein Post-Doc-Stipendium der Fritz Thyssen Stiftung für das Projekt „Die Unterzeichnungen des Meisters des Registrum Gregorii“, bevor Oltrogge zusammen mit Peter Schreiner von der Universität Köln von 1993 bis 1995 an der Fachhochschule Köln für das Forschungsprojekt „Byzantinische Tintenrezepte: Rekonstruktion und technischer Kommentar“ arbeitete. Seit 1996 ist sie ebendort am Cologne Institute of Conservation Sciences (CICS) in der Studienrichtung Restaurierung und Konservierung von Buch und Graphik in Lehre und Forschung tätig.
Ihre Forschungsschwerpunkte sind die kunsttechnologischen Untersuchungen mittelalterlicher Buchmalereien, also vor allem der verwendeten Farben, Pigmente und Färbemittel. In dem Zusammenhang entsteht eine Datenbank kunsttechnologischer Rezepte in handschriftlicher Überlieferung des Mittelalters und der frühen Neuzeit.

## Veröffentlichungen (Auswahl)
- mit Robert Fuchs: Kerald und Heribert. Zur Entstehung des Widmungsbildes im Codex Egberti. In: Kurtrierisches Jahrbuch. Band 29, 1989, S. 65–86.
- mit Robert Fuchs: Farbenherstellung. In: Uta Lindgren (Hrsg.): Europäische Technik im Mittelalter 800–1200. Berlin 1996, S. 435–450.
- mit Oliver Hahn: Über die Verwendung mineralischer Pigmente in der mittelalterlichen Buchmalerei. In: Aufschluss. Band 50, 1999, S. 383–390.
- mit Anna Bartl, Christoph Krekel und Manfred Lautenschlager: Der „Liber Illuministarum“ aus Kloster Tegernsee. Edition, Übersetzung und Kommentar der kunsttechnologischen Rezepten (= Veröffentlichungen des Instituts für Kunsttechnik und Konservierung im Germanischen Nationalmuseum. 8). Stuttgart 2005.
- Rezeptsammlungen und Traktate – Die Vermittlung kunsttechnischen Wissens im Früh- und Hochmittelalter. In: Christoph Stiegemann (Hrsg.): Canossa. Erschütterung der Welt. Bd. 1, München 2006, S. 555–562.
- Die Technik der Buchmalerei. In: Andreas Fingernagel (Hrsg.): Romanik. (= Geschichte der Buchkultur. Bd. 4/1). Graz 2007, S. 309–333.
- mit Robert Fuchs: Die Maltechnik des Codex Aureus aus Echternach. Ein Meisterwerk im Wandel (= Wissenschaftliche Beibände zum Anzeiger des Germanischen Nationalmuseums. 27). Nürnberg 2009.
- Illuminating the Print. In: Peter Parshall (Hrsg.): The Woodcut in Fifteenth-Century Europe. (= Center for Advanced Study in the Visual Arts. Studies in the History of Art. 75). New Haven/London 2009, S. 299–315.
- Gold und Silber. Metallverwendung in ottonischen und romanischen Handschriften. In: Monika E. Müller (Hrsg.): Schätze im Himmel – Bücher auf Erden. Mittelalterliche Handschriften aus Hildesheim. Wolfenbüttel 2010, S. 193–196.
- mit Peter Schreiner: Byzantinische Tinten-, Tusche- und Farbrezepte (= Veröffentlichungen der Kommission für Schrift- und Buchwesen des Mittelalters. 4). Wien 2011.
- mit Robert Fuchs: Die Lochner-Stundenbücher in Berlin und Darmstadt. Maltechnik und Materialien. In: Zeitschrift für Kunsttechnologie und Konservierung. Band 26, 2012, S. 168–190.
- Purpura und coccus. Materialität und Symbolik in Textilien und Buchmalerei des früheren Mittelalters. In: Thomas Schilp, Annemarie Stauffer (Hrsg.): Seide im früh- und hochmittelalterlichen Frauenstift. Besitz – Bedeutung – Umnutzung. (= Essener Forschungen zum Frauenstift. 11). Essen 2013, S. 137–156.
- Von Purpur zu Parisrot. Rot in der mittelalterlichen Buchmalerei. In: Harald Meller, Christian Heinrich Wunderlich, Franziska Knoll (Hrsg.): Rot – Die Archäologie bekennt Farbe. Halle 2013, S. 361–370.
- Wettstreit der Künste? Buchmalerei und Goldschmiedekunst im 13. Jahrhundert. In: CIHA 2012 Congress Proceedings. Bd. 2. Nürnberg 2013, S. 595–598.
- Ars picturae. Die Malerei in kunsttechnologischen Quellen des frühen und hohen Mittelalters. In: Andreas Speer in Zusammenarbeit mit Maxime Mauriège und Hiltrud Westermann-Angerhausen (Hrsg.): Zwischen Kunsthandwerk und Kunst: Die „Schedula diversarum artium“. (= Miscellanea Mediaevalia. 37). Berlin 2014, S. 93–122.
- Maltechnische und kodikologische Befunde zu Herstellung und Gebrauch des Gerresheimer Evangeliars. In: Klaus Gereon Beuckers, Beate Johlen-Budnik (Hrsg.): Das Gerresheimer Evangeliar. Eine spätottonische Prachthandschrift als Geschichtsquelle. (= Forschungen zu Kunst, Geschichte und Literatur des Mittelalters. 1), hrsg. v. . Köln/Weimar/Wien 2016, S. 65–96.
- „… tibi quaterniones, corium, colorem et sericum transmisi …“. Überlegungen zur Verfügbarkeit von Materialien für die Handschriftenherstellung in Hoch- und Spätmittelalter. In: Monika E. Müller, Jens Reiche (Hrsg.): Zentrum oder Peripherie? Kulturtransfer in Hildesheim und im Raum Niedersachsen (12. – 15. Jahrhundert). (= Wolfenbütteler Mittelalter-Studien. 32). Wiesbaden 2017, S. 75–91.
- mit Robert Fuchs: Gold, Silber, Messing – Beobachtungen zu Herstellung und Materialverwendung des Jüngeren Evangeliars aus St. Georg. In: Klaus Gereon Beuckers, Anna Pawlik (Hrsg.): Das Jüngere Evangeliar aus St. Georg. Untersuchungen zum Lyskirchen-Evangeliar. (= Forschungen zu Kunst, Geschichte und Literatur des Mittelalters. 5). Köln/Weimar/Wien 2018, S. 19–44.